# انتخابات ریاست‌جمهوری آلمان (۲۰۲۲)
انتخابات ریاست‌جمهوری آلمان (انگلیسی: 2022 German presidential election) به‌طور غیرمستقیم با رأی هفدهمین کنوانسیون فدرال آلمان در ۱۳ فوریه برگزار شد. بر اساس نتایج انتخابات، رئیس‌جمهور مستقر، فرانک والتر اشتاین‌مایر، با ۷۸٫۰۴٪ آرا برای یک دوره ۵ ساله دیگر به ریاست‌جمهوری آلمان انتخاب شد.